# Лебедев, Анатолий Тимофеевич
Анато́лий Тимофе́евич Ле́бедев (1916—1948) — Гвардии капитан Рабоче-крестьянской Красной Армии, участник Великой Отечественной войны, Герой Советского Союза (1945).

## Биография
Анатолий Лебедев родился 30 сентября 1916 года в селе Уварово (ныне — Иссинский район Пензенской области). После окончания Куйбышевского физкультурного техникума работал инструктором физкультуры в Краснодарском крае. В 1937 году Лебедев был призван на службу в Рабоче-крестьянскую Красную Армию. В 1941 году он окончил Чкаловское военное авиационное училище лётчиков. С февраля 1942 года — на фронтах Великой Отечественной войны.

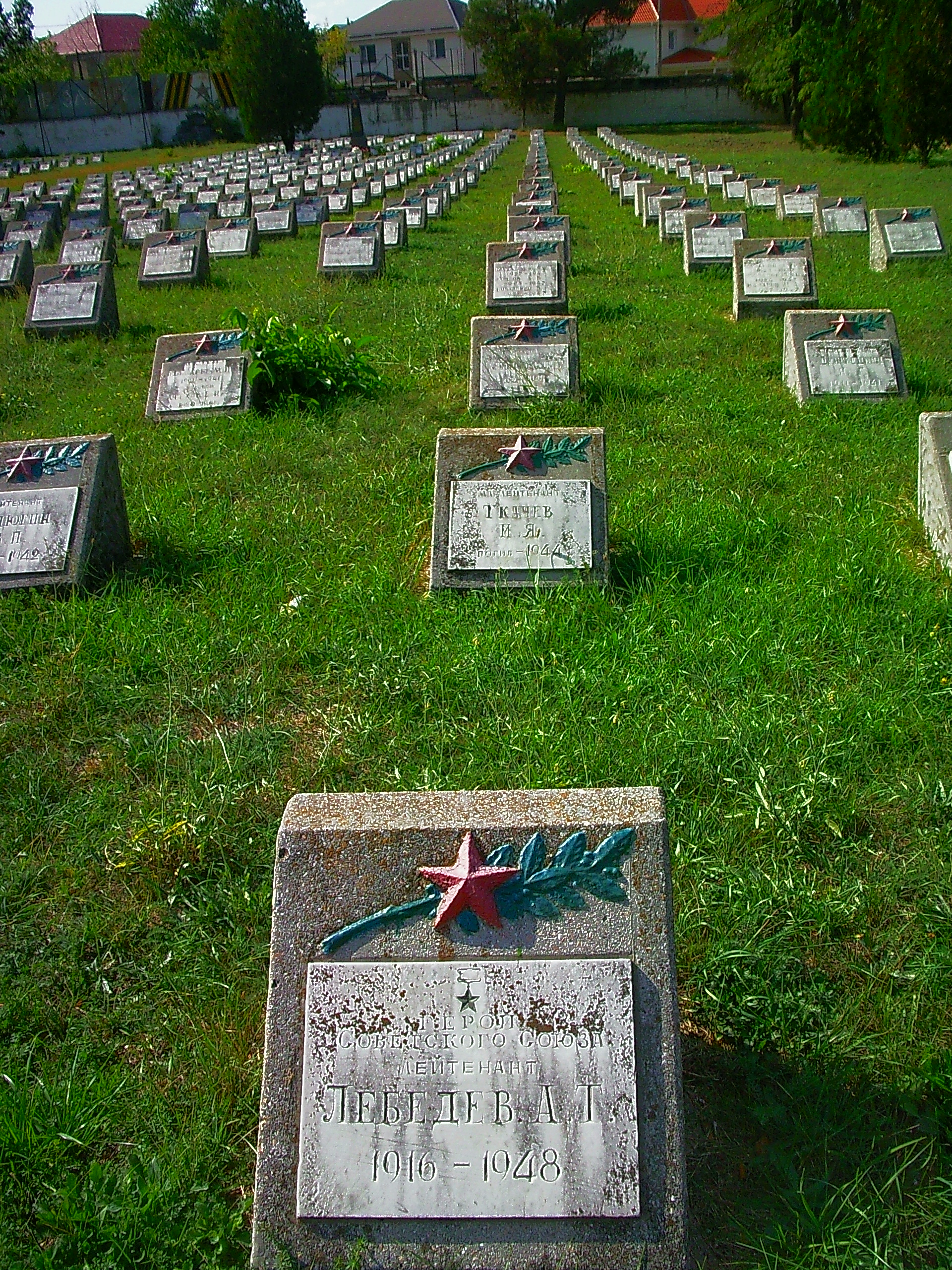
Могила А. Т. Лебедева

К ноябрю 1944 года гвардии старший лейтенант Анатолий Лебедев был заместителем командира эскадрильи 43-го гвардейского штурмового авиаполка 230-й штурмовой авиадивизии 4-й воздушной армии 2-го Белорусского фронта. К тому времени он совершил 104 боевых вылетов на штурмовку скоплений боевой техники и живой силы противника, его важных объектов, нанеся ему большие потери.
Указом Президиума Верховного Совета СССР от 23 февраля 1945 года за «мужество и героизм, проявленные при нанесении штурмовых ударов по врагу» гвардии старший лейтенант Анатолий Лебедев был удостоен высокого звания Героя Советского Союза с вручением ордена Ленина и медали «Золотая Звезда».
После окончания войны в звании капитана Лебедев был уволен в запас. Проживал в Симферополе. Скоропостижно скончался 26 февраля 1948 года, похоронен на Воинском кладбище в Симферополе.
Был также награждён двумя орденами Красного Знамени, орденами Отечественной войны 1-й степени и Красной Звезды, рядом медалей.
В честь Лебедева названы улицы в Ладожской и Иссе, установлены стела и бюст в Иссе.